# ونز (برند)
ونز یا ونس (انگلیسی: Vans) شرکت پوشاک آمریکایی است، که در زمینه تولید کفش و لباس فعالیت می‌کند. شرکت ونز در ۱۶ مارس ۱۹۶۶ در شهر آناهیم، ایالت کالیفرنیا توسط پل ون دورن تأسیس شد.

## تاریخچه
پل ون دورن به همراه دو برادر خود اولین فروشگاه ونس را با نام ون دورن روبر افتتاح کردند. در آن فروشگاه آنها کفش را تولید و به صورت مستقیم به مشتریان می‌فروختند. اولین کفش تولید شده توسط این شرکت، کفشی است که امروزه با نام ونس اوتنتیک شناخته می‌شود.
در سال ۲۰۰۴ شرکت ونس اعلام کرد که با شرکت وی‌اف کورپوریشن ادغام خواهد شد. اکنون ونس از شرکت‌های زیر مجموعهٔ وی‌اف می‌باشد. همچنین شرکت ونس حامی مالی بسیاری از تیم‌های گشت و گذار، اسنوبرد (اسکی روی یخ)، بی‌ام‌اکس و موتور کراس نیز می‌باشد.